# 疏花酸藤子
疏花酸藤子（学名：Embelia pauciflora）为紫金牛科酸藤子属下的一个种。

## 扩展阅读
- 維基物種上的相關：疏花酸藤子